# Halaelurus natalensis
Halaelurus natalensis es una especie de peces de la familia Scyliorhinidae en el orden de los Carcharhiniformes.

## Morfología
• Los machos pueden llegar alcanzar los 45 cm de longitud total.

## Hábitat
Es un pez de mar y de clima subtropical que vive entre 0-172 m de profundidad.

## Distribución geográfica
Se encuentran en Sudáfrica: desde el Cabo Agulhas hasta East London.